# 제3차 요시다 내각 (제1차 개조)
제3차 요시다 제1차 개조내각(일본어: 第3次吉田第1次改造内閣)은  요시다 시게루가 제49대 내각총리대신으로 임명되어, 1950년 6월 28일부터 1951년 7월 4일까지 존재한 일본의 내각이다.

## 재직 기간
- 1950년(쇼와 25년) 6월 28일 ~ 1951년(쇼와 26년) 7월 4일
- 재직 일수 : 372일

## 개요
일본국 헌법 제68조로 정할 수 있었던 내각총리대신의 국무 대신 임면권에 의한 첫 내각 개조이다.
1950년 6월 17일, 미국 국무부의 존 포스터 덜레스 고문이 대일 평화 조약의 교섭을 실시하기 위해 일본을 방문했다. 덜레스는 더글러스 맥아더 원수와 회담을 한 후 대일 강화를 실현하는 시기의 도래를 확인하고 같은 해 6월 22일에는 요시다 시게루 총리와의 회담을 시작으로 민주당의 도마베치 기조 최고위원장, 일본사회당의 아사누마 이네지로 서기장 등과 회담하면서 일본측도 강화 조약 체결의 의지가 높아지기도 했다. 한편, 같은 해인 6월 25일에 북한군이 북위 38도선에 기습 남침하면서 한국 전쟁이 발발했다.
요시다 총리는 강화 조약 체결과 한국 전쟁에 대처하기 위해서는 제3차 요시다 내각의 강화를 도모할 필요성을 느꼈다. 또, 여당인 민주자유당(민자당) 내에서는 히로카와 고젠 간사장에 대한 오노 반보쿠파의 공격이 심해지면서 히로카와 간사장을 전격 경질했다. 게다가 야마사키 수반 공작 사건 이래 냉대되고 있었던 야마자키 다케시 전 간사장 등의 민자당 장로 요시다에 대한 반발을 완화시켜 당내 융화를 도모할 필요성도 있었다. 본 개조내각은 이러한 배경을 바탕으로 발족했다.

## 각료
- 내각총리대신, 외무대신 - 요시다 시게루
- 국무대신(부총리) - 하야시 조지( ~ 1951년 3월 13일)
- 대장대신 - 이케다 하야토
- 법무총재 - 오하시 다케오
- 문부대신 - 아마노 데이유
- 후생대신 - 구로카와 다케오
- 농림대신 - 히로카와 고젠
- 통상산업대신 - 요코오 시게미(참의원 의원)
- 운수대신 - 야마자키 다케시
- 우정대신, 전기통신대신 - 다무라 분키치(참의원 의원, 녹풍회)
- 노동대신 - 호리 시게루
- 건설대신, 배상청 장관, 홋카이도 개발청 장관 - 마스다 가네시치 / 스토 히데오(겸무, 1951년 6월 7일 ~ )
- 경제안정본부 총무장관 , 중앙경제조사청 장관, 물가청 장관 - 스토 히데오
- 행정관리청 장관 - 오카노 기요히데 / 히로카와 고젠(1950년 7월 12일 ~ )
- 지방자치청 장관 - 오카노 기요히데(겸무)
  - 내각관방장관 - 오카자키 가쓰오
  - 내각관방부장관 - 이노우에 세이이치 / 겐노키 도시히로(1951년 5월 25일 ~ )
  - 내각관방부장관 - 간노 요시마루

## 정무 차관
- 외무 정무 차관

가와무라 마쓰스케 : ~ 1950년 7월 12일
구사바 류엔 : 1950년 7월 12일 ~
- 대장 정무 차관

미즈타 미키오 : ~ 1950년 7월 12일
니시카와 진고로 : 1950년 7월 12일 ~
- 법무 정무 차관

마키노 간사쿠 : ~ 1950년 7월 12일
다카기 마쓰키치 : 1950년 7월 12일 ~
- 문부 정무 차관

히라시마 요시카즈 : ~ 1950년 7월 12일
미즈타니 노보루 : 1950년 7월 12일 ~
- 후생 정무 차관

야노 도리오 : ~ 1950년 7월 12일
히라사와 조키치 : 1950년 7월 12일 ~
- 농림 정무 차관

사카모토 미노루 : ~ 1950년 7월 12일
시마무라 군지 : 1950년 7월 12일 ~
- 통상 산업 정무 차관

미야하타 야스시 : ~ 1950년 7월 12일
슈토 신파치 : 1950년 7월 12일 ~
- 운수 정무 차관

하라 겐자부로 : ~ 1950년 7월 12일
세키야 가쓰토시 : 1950년 7월 12일 ~
- 우정 정무 차관

쓰보카와 신조 : ~ 1950년 7월 12일
야마모토 다케오 : 1950년 7월 12일 ~
- 전기 통신 정무 차관

가토 류타로 : 1950년 7월 12일 ~
- 노동 정무 차관

신타니 도라사부로 : ~ 1950년 7월 12일
야마무라 신지로 : 1950년 7월 12일 ~
- 건설 정무 차관

스즈키 센파치 : ~ 1950년 7월 12일
와타나베 요시오 : 1950년 7월 12일 ~
- 경제 안정 정무 차관

니시무라 히사유키 : ~ 1950년 7월 12일
고미네 류타 : 1950년 7월 12일 ~
- 물가 정무 차관

사카타 에이이치 : ~ 1950년 7월 12일
고리 유이치 : 1950년 7월 12일 ~
- 행정 관리 정무 차관

히토쓰마쓰 마사지 : ~ 1950년 7월 12일
조 기신 : 1950년 7월 12일 ~
- 배상 정무 차관

고니시 도라마쓰
- 지방 자치 정무 차관

오노 아키라

## 참고 문헌
- 하타 이쿠히코 편 《일본 관료제 종합 사전 : 1868 ~ 2000》(도쿄 대학 출판회, 2001년)